# Bandera d'Arkansas
La bandera de l'estat nord-americà d'Arkansas consisteix en un camp de color vermell carregat amb un gran diamant blanc de vora blava. A la bandera apareixen 29 estrelles de cinc puntes: 25 petites estrelles blanques dins de la vora blava i quatre més grans estrelles de color blau dins el fons blanc de diamants, al costat de la inscripció "ARKANSAS".
El disseny va ser creat per Willie Kavanaugh Hocker de Wabbaseka d'entre seixanta i cinc propostes en un concurs el 1912.
El 2001, una enquesta duta a terme per l'Associació Vexil·lològica Nord-americana va col·locar la bandera de l'estat d'Arkansas, en la posició 45 quant a qualitat del disseny entre altres 72 banderes dels Estats Units i el Canadà.

## Simbolisme
Els elements de la bandera tenen un complex simbolisme. D'acord amb una llei estatal de 1987 que defineix la bandera, el diamant representa l'estatus d'Arkansas com "l'únic estat productor de diamants de la Unió", quan el Parc Estatal Crater of the Diamonds era l'única mina de diamants a Amèrica del Nord i abans dels descobriments més recents a Colorado i Montana. Les 25 d'estrelles de color blanc al voltant de la vora del diamant representen la posició d'Arkansas com el vinticinquè estat a ingressar a la Unió. L'estrella blava per sobre de la paraula "ARKANSAS" representa els Estats Confederats d'Amèrica, als quals es va sumar Arkansas durant la seva secessió.
Les tres estrelles per sota de "ARKANSAS" tenen tres significats:
- Les tres nacions a les quals ha pertangut el territori d'Arkansas (Espanya, França i els EUA)
- La Compra de Louisiana, signada el 1803, va suposar l'adquisició d'aquest territori per part dels Estats Units.
- Arkansas és el tercer estat (després de Louisiana i Missouri) constituït com a tal arran de la Compra de Louisiana.

Disseny original de Hocker

La constitució estableix que les dues estrelles exteriors, que apunten cap amunt siguin considerades "estrelles bessones" per representar els "estats germans" d'Arkansas i Michigan, que afirma que es van integrar junts a la Unió. No obstant això, aquesta part de l'estatut conté dos errors:
- En el disseny original de Hocker, les tres estrelles es troben en una sola fila que van ser disposades en el triangle més tard. Encara que una font indica que el simbolisme dels "estats germans" va ser afegit en la Legislatura de 1924,[3] un altre afirma que les "estrelles bessones" de Hocker són en realitat dues de les 25 estrelles al diamant, en els punts esquerre i dret, la segona, és més coherent amb el disseny original, tot i que Michigan és en realitat l'estat vint de la Unió.

- Encara que les actes d'admissió d'ambdós estats van ser signades pel president Andrew Jackson el mateix dia i Arkansas es va convertir en un estat immediatament, Michigan es va oferir únicament a condició de cedir la Franja de Toledo a Ohio a canvi de la Península Superior. Una vegada que va passar, va ser finalment admès el 26 de gener de 1837.

## Història

Bandera del 1913.

Al voltant de 1912, el capítol de Pine Bluff de les Filles de la Revolució Americana desitjava presentar una bandera estatal per a la posada en funcionament de la cuirassat USS Arkansas. Quan es va descobrir que Arkansas no tenia una bandera, les Filles de la Revolució Americana van decidir patrocinar un concurs per dissenyar una bandera. Hocker, una membre aquesta organització, va guanyar amb un disseny similar a l'actual bandera. Ella va dissenyar la bandera blava amb tres estrelles situat al centre del blanc i diamants sense la paraula "ARKANSAS". A petició del comitè, presidit pel secretari d'Estat Earle Hodges, Hocker va posar-hi "ARKANSAS" i es van reorganitzar les estrelles: una a la part superior i dos a la part inferior. Aquesta bandera va ser aprovada per la legislatura el 26 de febrer de 1913.

Bandera de 1923.

El 1923, el legislador va afegir el quart estel, que representa els Estats Confederats d'Amèrica. Aquesta quarta estrella va ser originalment situada de tal manera que havia dues estrelles per sobre del nom de l'Estat i dos per sota del que havia d'incloure la Confederació, juntament amb Espanya, França i els Estats Units. Atès que aquesta pertorbava els altres dos significats de les tres estrelles originals, el legislador va corregir això el 1924, col·locant l'estrella corresponent a la Confederació per sobre de "ARKANSAS" i les originals tres estrelles sota seu, com el d'avui.